# أحمد شبرين
أحمد شبرين (1931 - 25 مارس 2017) فنان تشكيلي سوداني، أحد مؤسسي مدرسة الخرطوم التشكيلية، ومن رواد المدرسة الحروفية العربية.

## حياته
ولد في مدينة بربر بولاية نهر النيل عام 1931، وبدأ دراسته في الخلوة حيث دَرسه الشيخ أحمد الجزولي علوم القرآن بالقدواب، وبعدها التحق بمدرسة بربر الشمالية الأولية، ثم المدرسة الأميرية الوسطى، ودرس المرحلة الثانوية في مدرسة وادي سيدنا الثانوية بأم درمان. بعد تخرجه من الثانوية التحق بكلية الفنون الجميلة والتطبيقية، معهد الدراسات الإضافية (جامعة السودان حاليًا)، وبعدها سافر إلى بريطانيا وتابع دراسته في الكلية المركزية للفنون بلندن، وتخرج منها عام 1960.

## حياته المهنية
بعد عودته من لندن، شغل مناصب أكاديمية بجامعتي السودان والخرطوم، حيث كان محاضرا في كلية الفنون الجميلة، كما أسس مدرسة الخرطوم التشكيلية مع الفنان إبراهيم الصلحي، وكان من رواد المدرسة الحروفية العربية في الوطن العربي، كما أسس مركز شبرين للفنون.
كان شبرين عضوا في لجان تحكيم تشكيلية، كما ترأس اتحاد العاملين بالمعهد الفني بالخرطوم، وبالإضافة إلى عضوية مجلس جامعة الخرطوم، كان عضو مجلس جامعة السودن للعلوم والتكنولوجيا، ومصمم لبنك السودان 1980، وشغل منصب وكيل بوزارة الثقافة والإعلام 1983. حاز على وسام الجمهورية للجدارة عام 2003.

## معارضه
شارك في العديد من المعارض التشكيلية في أفريقيا وأوروبا وآسيا، وله لوحات ومقتنيات فنيه في لندن وبيروت والجزائر وسوريا والسعودية.